# SG Formula

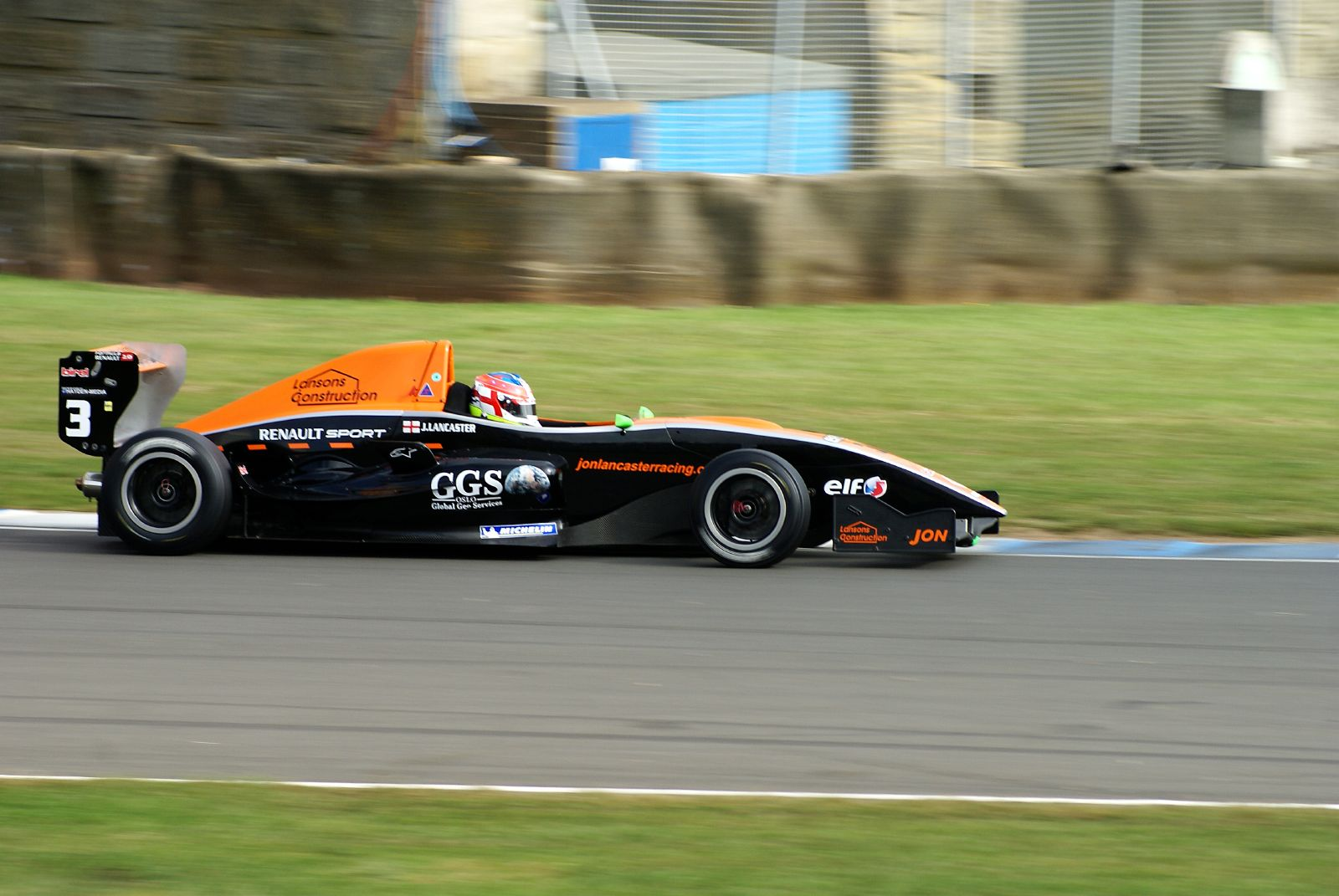
Formel-Renault-Eurocup-Fahrzeug von SG Formula 2007

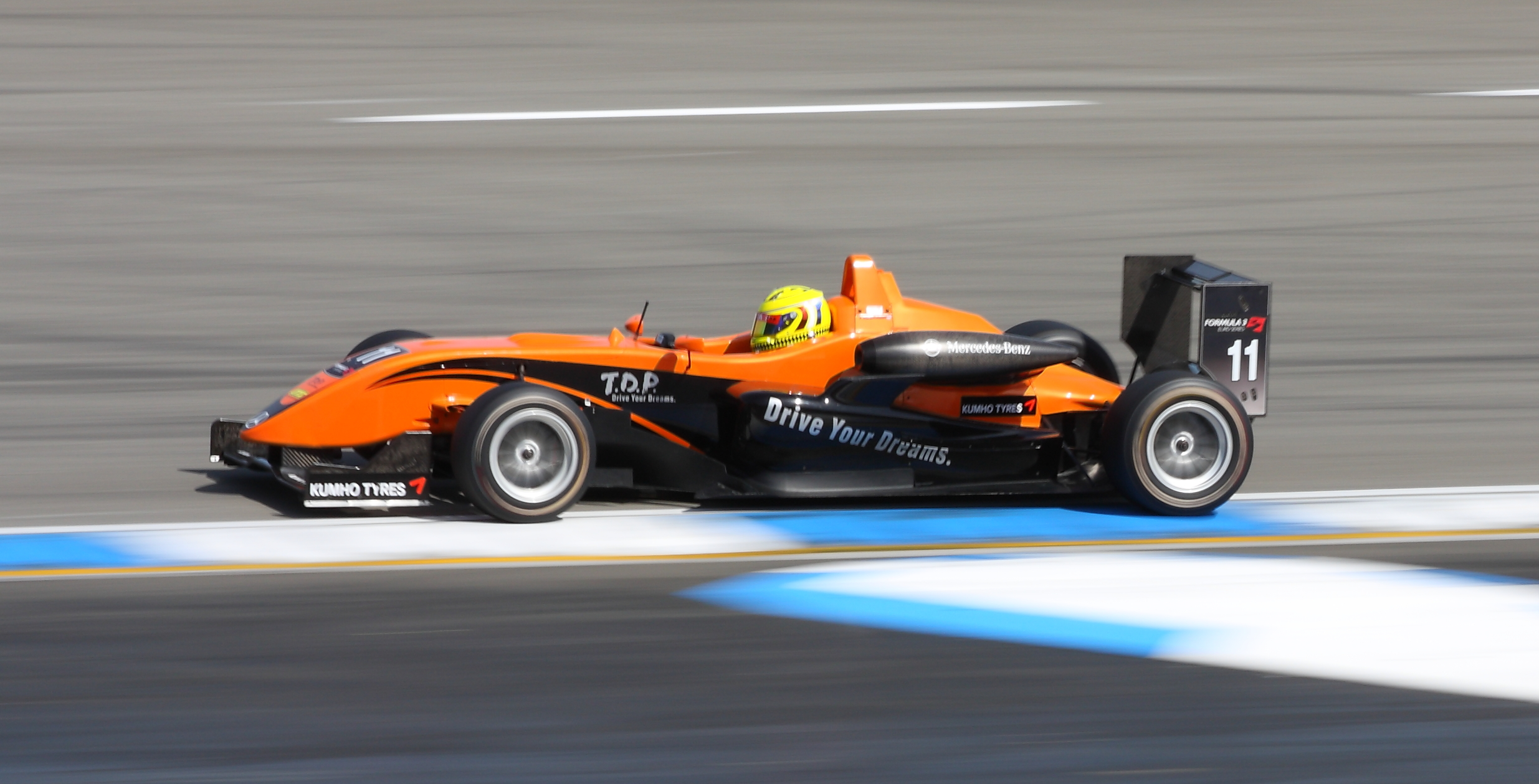
Formel-3-Auto von SG Formula in der Formel-3-Euroserie 2009

SG Formula – teilweise auch unter dem Namen SG Drivers Project  antretend –  war ein französisches Automobilsport-Team, das ausschließlich im Formelsport aktiv war. Seinen Sitz hatte der Rennstall in La Rochelle.

## Geschichte
Das Team wurde 2004 vom Franzosen Stéphane Guérin gegründet und trat ab jenem Jahr im Formel Renault 2.0 Eurocup und der französischen Formel-Renault-2.0-Meisterschaft an, wobei in letzterer bereits beim Debüt-Rennen der erste Sieg glückte. 2005 dehnte es sein Engagement auf die niederländische Formel Renault aus, die jedoch am Ende der Saison eingestellt wurde, woraufhin der Fokus in den nächsten Jahren wieder auf dem Eurocup und der französischen Serie (ab 2008 „Formel Renault 2.0 West European Cup“) lag. 2008 und 2009 ging das Team außerdem mit drei Autos in der Formel-3-Euroserie an den Start, dabei kam es aber über drei Podiumsplätze durch Yann Clairay in der ersten und einen dritten Platz durch Andrea Caldarelli in der zweiten Saison nicht hinaus. Zudem nahm es 2009 ab dem dritten Rennwochenende als Nachfolger des Rennstalls KTR unter dem Namen KMP Group/SG Formula an der Formel Renault 3.5 teil.
2010 war das Team, das in dieser Saison getrennt von der russischen KMP Group an der World Series by Renault teilnehmen sollte, noch bei den Wintertests der Formel Renault 3.5 und des Eurocups zugegen, wurde dann jedoch aufgrund eines fehlenden zweiten Fahrers vom Komitee der World-Series-by-Renault-Organisation nicht als eines der zwölf startberechtigten Teams ausgewählt und trat daraufhin in keiner Serie mehr in Erscheinung. Das Material und die Infrastruktur hinsichtlich des Formel Renault 2.0 Eurocup wurden von Tech 1 Racing übernommen.
Mit Romain Grosjean (Eurocup 2004 & 2005, France 2004 & 2005), Charles Pic (Eurocup 2007, France 2007), Daniel Ricciardo (Eurocup 2008, WEC 2008) und Jean-Éric Vergne (Eurocup 2008 & 2009, WEC 2008 & 2009) haben bisher vier ehemalige Piloten des Rennstalls den Aufstieg zum Formel-1-Stammfahrer geschafft.

## Meister
- Romain Grosjean: Französische Formel Renault 2.0 (2005, inklusive Team-Meisterschaft)
- Jules Bianchi: Französische Formel Renault 2.0 (2007, inklusive Team-Meisterschaft)
- Daniel Ricciardo: Formel Renault 2.0 WEC (2008, inklusive Team-Meisterschaft)

Hinzu kommen die Gewinne der Team-Meisterschaften im Formel Renault 2.0 Eurocup 2005 und 2008 sowie in der französischen Formel Renault 2006.